# Mulapariyâya vagga
Le Mulapariyâya vagga est l'une des cinq sections du Mûlapannâsa, qui fait partie du canon bouddhique. C'est une section connue notamment pour le satipatthana sutta.  

## Liste des sutrâs
- Mûlapariyâya Sutta
- Sabbasava Sutta
- Dhammadâyada Sutta
- Bhaya-bherava Sutta
- Anangana Sutta
- Akankheyya Sutta
- Vatthupama Sutta
- Sallekha Sutta
- Sammaditthi Sutta
- Satipatthana Sutta